# Jozef Bossak-Hauké
Pour les articles homonymes, voir Hauke et Bossak.
Jozef Bossak-Hauké (né le 10 mars 1834, mort le 21 janvier 1871) est un général polonais. Il commanda l'armée polonaise de Petite-Pologne durant le soulèvement de 1863. Proche conseiller du Dictateur de l'insurrection, Romuald Traugutt, il doit quitter le pays en 1864 après l'échec du mouvement. Exilé en France, il participe à la guerre franco-prussienne où il commande une brigade. Il trouve ainsi la mort à Hauteville-lès-Dijon lors de la troisième bataille de Dijon, le 21 janvier 1871.

## Biographie
Bossak-Hauké étudie dans le Corps des Pages et s'illustre lors des batailles du Caucase et de la Pologne[réf. nécessaire]. Il est réfugié en Suisse depuis l’insurrection de 1863.
Lors de la guerre franco-allemande de 1870, il commande la 1re brigade de l'armée des Vosges du général Giuseppe Garibaldi à partir du 20 octobre 1870. Ses francs-tireurs font subir des pertes sensibles aux Prussiens dans le Val-Suzon. De Fontaine-lès-Dijon, Bossak-Hauké apprend que les combats continuent au lieu-dit « la Casquette. » Rappelant ses détachements de Daix, Prenois et Darois, ils repartent sur Hauteville. Arrivé au bois du Chêne, il aligne ses troupes et fait face à l'ennemi, soudain c'est l'embuscade, Bossak-Hauké s'effondre, mortellement blessé. Après la mort de Josef Bossak-Hauké, Stefano Canzio se voit confier le commandement de la première et dernière brigade réunie. La dépouille du général n'est retrouvée que plusieurs jours plus tard. Il a  été détroussé et mutilé. Son corps est ramené a la préfecture de Dijon où Garibaldi lui rend un dernier hommage. Sa famille le fait rapatrier au cimetière de Carouge en Suisse où il repose. À Fontaine-lès-Dijon et Hauteville-lès-Dijon se trouve un monument à sa mémoire. Une rue porte son nom à Dijon et une plaque commémorative est apposée sur l'école élémentaire Darcy-Mauchaussé, dans cette rue.

## Galerie

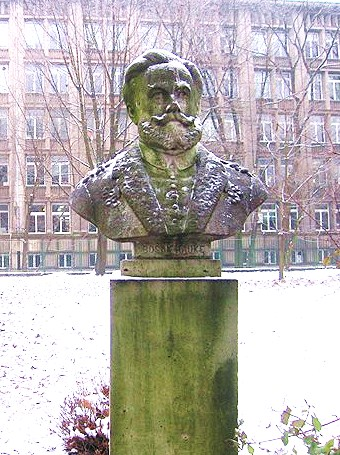
Buste du général Josef Bossak-Hauké, à Cracovie
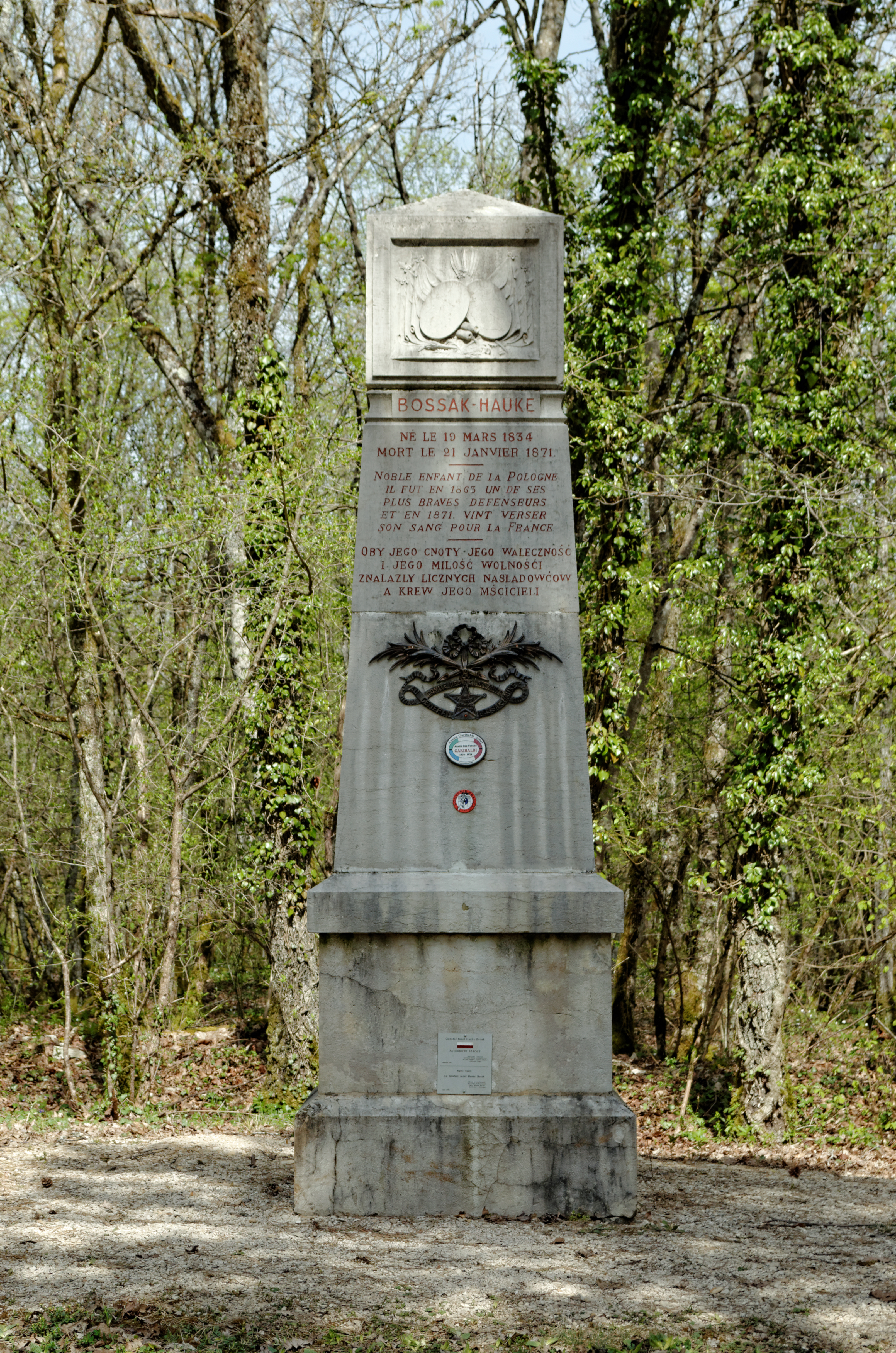
Monument à la mémoire du général Josef Bossak-Hauké, à Hauteville-lès-Dijon
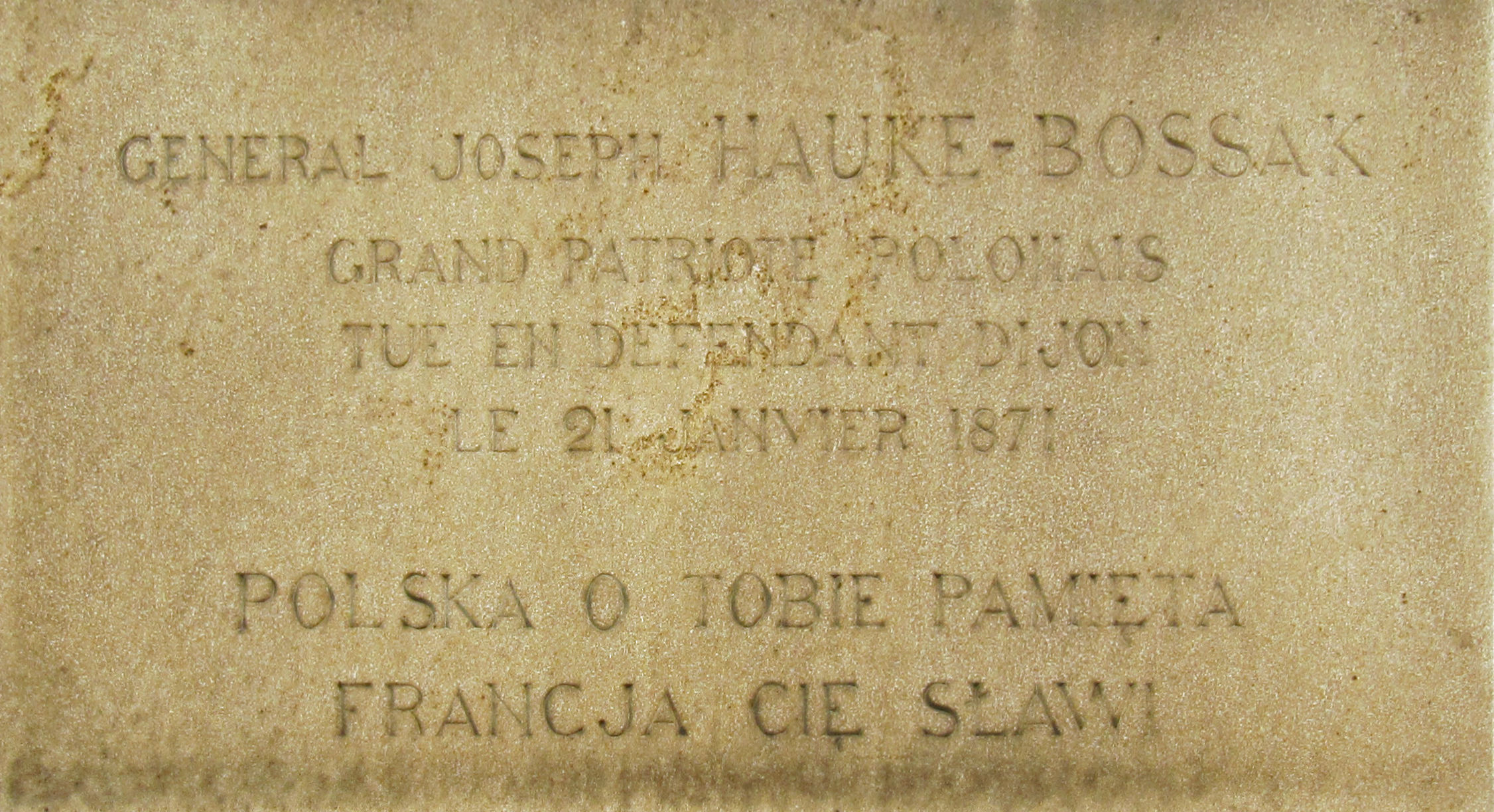
Plaque commémorative, à Dijon
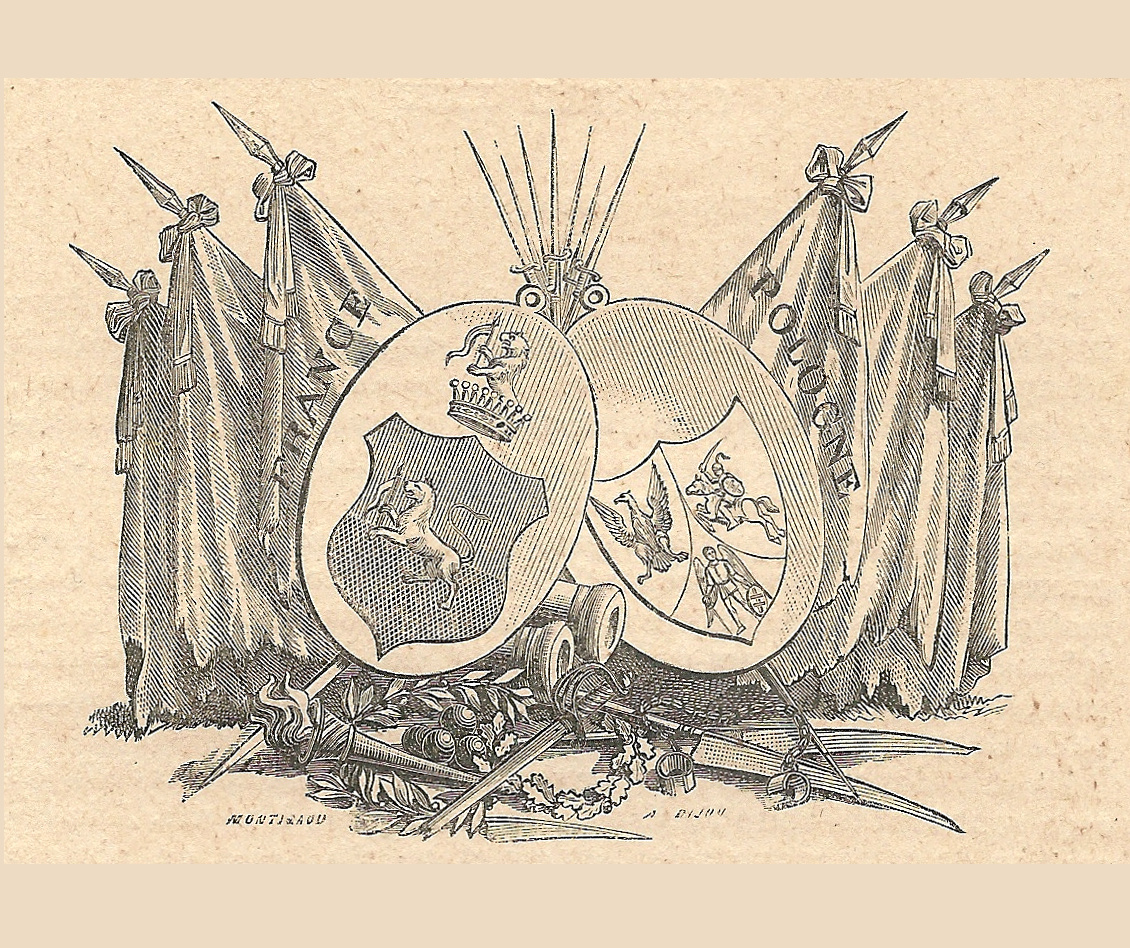
Armoiries du général Bossak-Hauké